# Альваресзавр
Альваресзавр (лат. Alvarezsaurus) — монотиповий рід динозаврів-тероподів з родини альваресзаврид клади манірапторів. Включає єдиний вид — Alvarezsaurus calvoi. Відомий по викопним решткам із відкладень сантонського ярусу (86,3—83,6 млн років) пізньої крейди формації Бахо-де-ла-Карпа в аргентинській провінції Неукен. Знайдений аргентинським палеонтологом Хосе Фернандо Бонапарте і названий на честь історика Грегоріо Альвареса.

## Опис

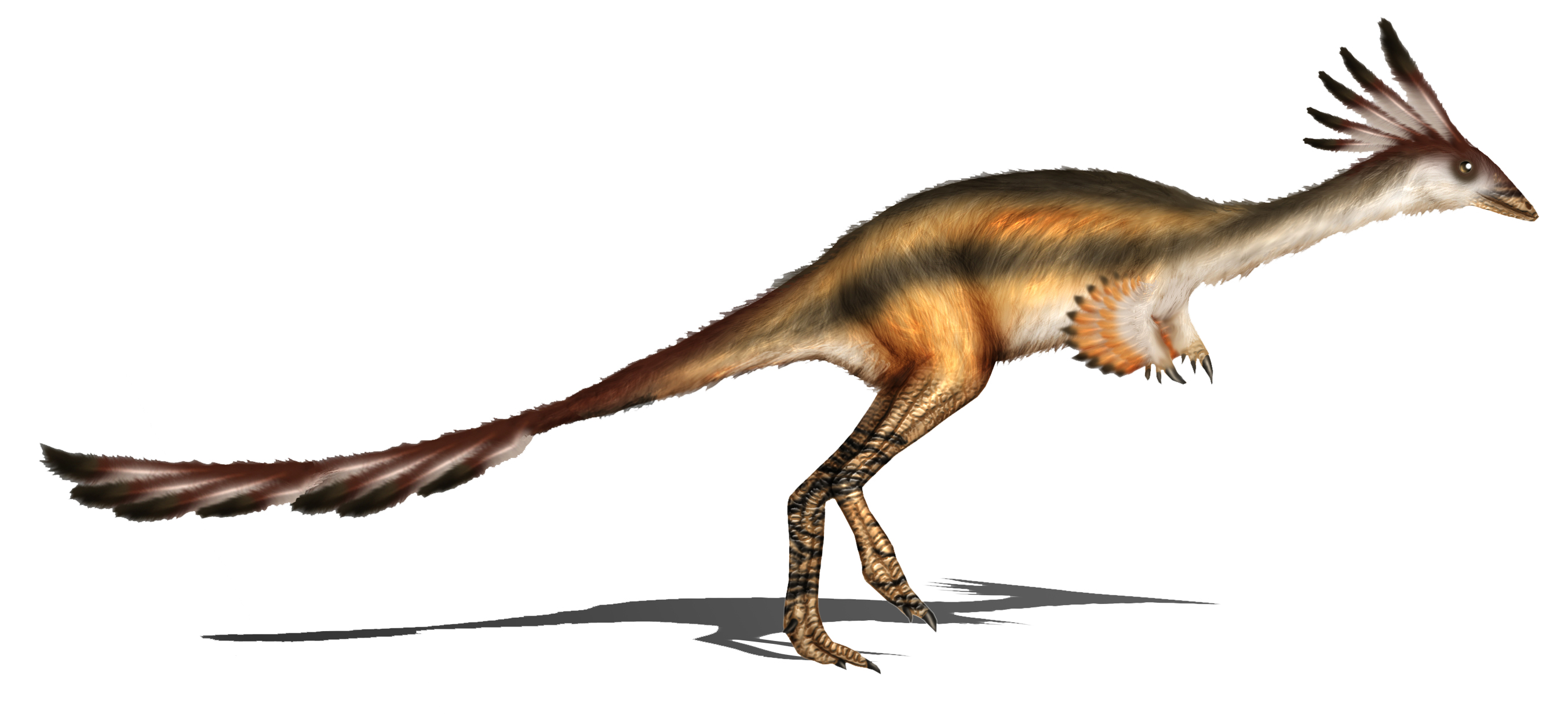
Реконструкція зовнішнього вигляду

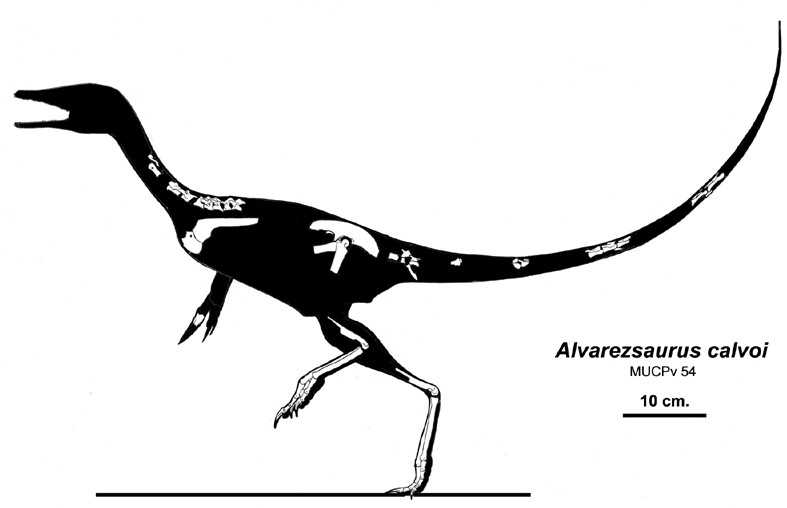
Відомі фрагменти скелета

За оцінкою дослідника Грегорі Пола, зробленою у 2010 році, альваресзавр досягав довжини в 1 метр при вазі в 3 кг. 
Тіло альваресзавра виглядає компактним. Хвіст, сплюснутий з боків і дуже довгий, вдвічі довший за тіло і шию. Шия довга і гнучка. У альваресзавра були довгі, легкі ноги, пристосовані до бігу. Найімовірніше, він харчувався комахами, невеликими земноводними, падлом, яйцями інших рептилій. Будова його кінцівок вказує на те, що динозавр міг лазити по нахилених і повалених стовбурах дерев, шукаючи їжу.

## Класифікація
Альваресзавр вважався найбільш базальним представником родини альваресзаврид. Одна у 2010 році в Китаї був відкритий рід Haplocheirus, який вважається примітивнішим за альваресзавра.